# Formica cinerea
Formica cinerea este o specie de furnică din familia Formicidae.

## Distribuție
Această specie este răspândită în majoritatea Europei, din Spania până în vestul Siberiei și din Scandinavia până în Balcani. De asemenea, este prezentă în Orientul Apropiat și în estul tărâmului palearctic. Lipsește în Marea Britanie.

## Descriere
Formica cinerea poate atinge o lungime de 4–7 millimetrui (0,16–0,28 in) la muncitoare sau 8–11 millimetrui (0,31–0,43 in) la mătci. Corpul este gri închis sau argintiu, mare și agil, cu ochi foarte mari și picioare roșiatice închise.
Această specie poate fi ușor confundată cu Formica fusca, Formica fuscocinerea și Formica selysi. Distingerea acestor specii este foarte dificilă și este posibilă doar la microscop.

## Habitat
Cuiburile subterane sunt de obicei construite în habitate de nisip uscate și însorite, cu vegetație redusă. Se găsește adesea împreună cu furnica Lasius psammophilus pe dune de nisip. De asemenea, apare în habitate deschise construite de om, cum ar fi barajele râurilor, pe plajele de pe litoral și apare până la 1800-2500 m în munți.

## Biologie
Această specie este anterioară în mare parte insecte, arahnide și alte nevertebrate și se hrănește, de asemenea, cu miere. Este foarte agresivă și, prin urmare, este foarte greu folosită de alte specii de furnici ca specie gazdă. Ca o adaptare la habitatele deschise, aceste furnici au o vedere bună și pot alerga foarte repede. Coloniile pot fi fie monogine, fie poligine, acestea din urmă se dezvoltă frecvent în sisteme polidome vaste și foarte populate. Roitul are loc din iunie până în august, cu odihnă de iarnă din octombrie până în martie.

## Galerie

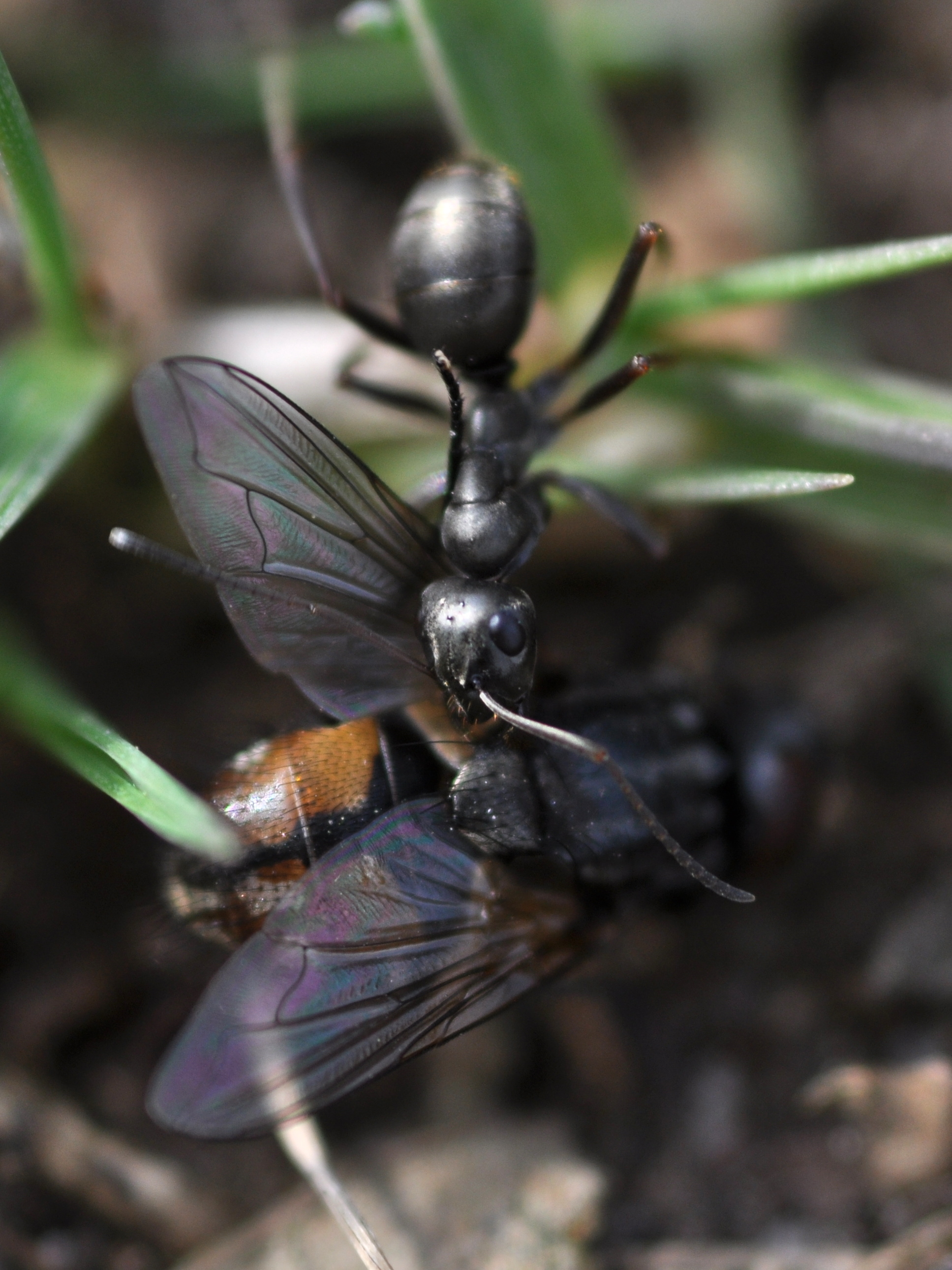
Formica cinerea purtând o muscă.
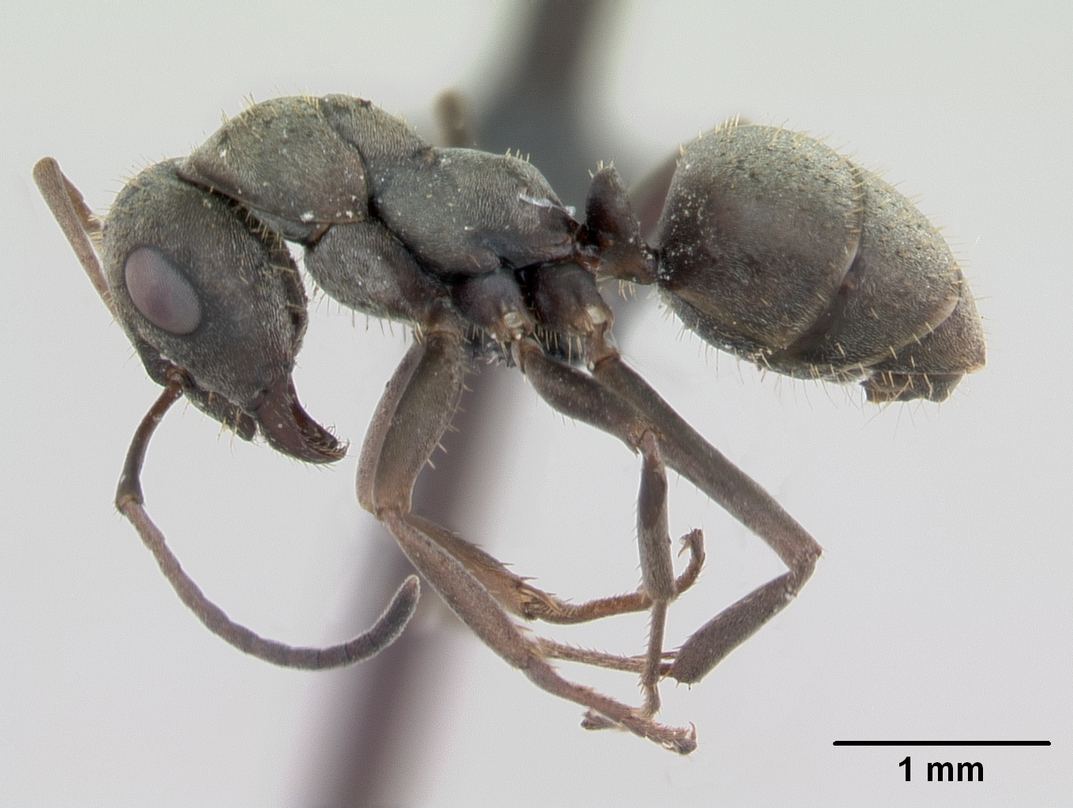
Muncitor. Exemplar de muzeu
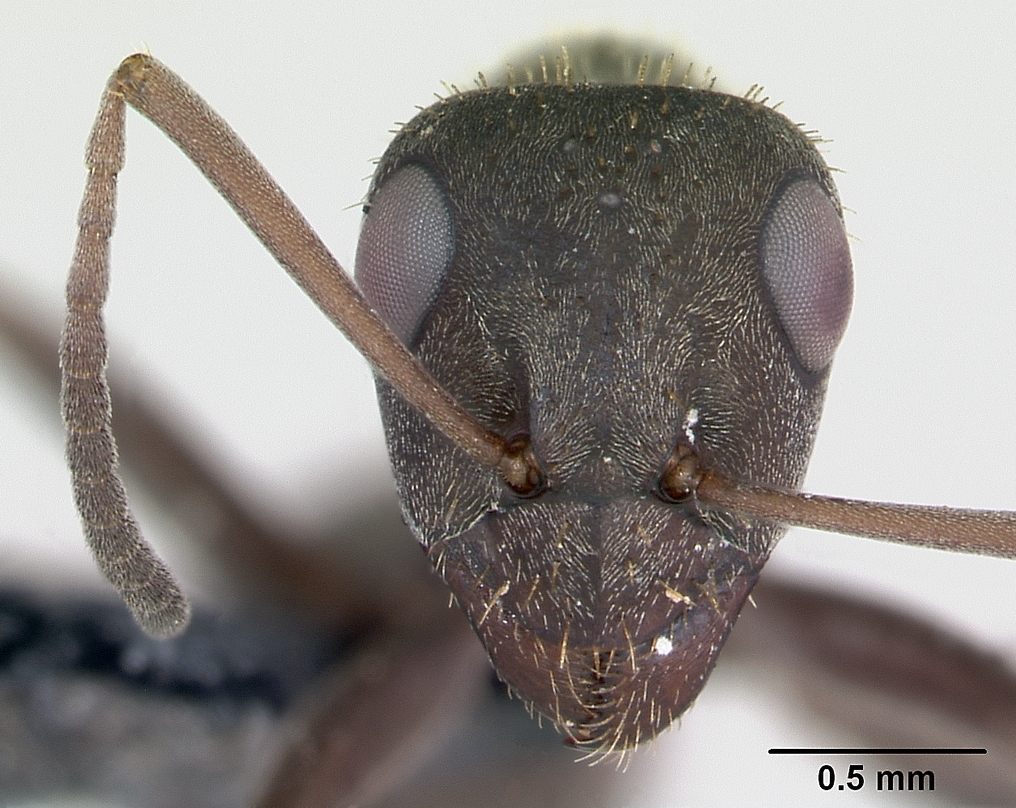
Detaliu cap